# Tireuse optique

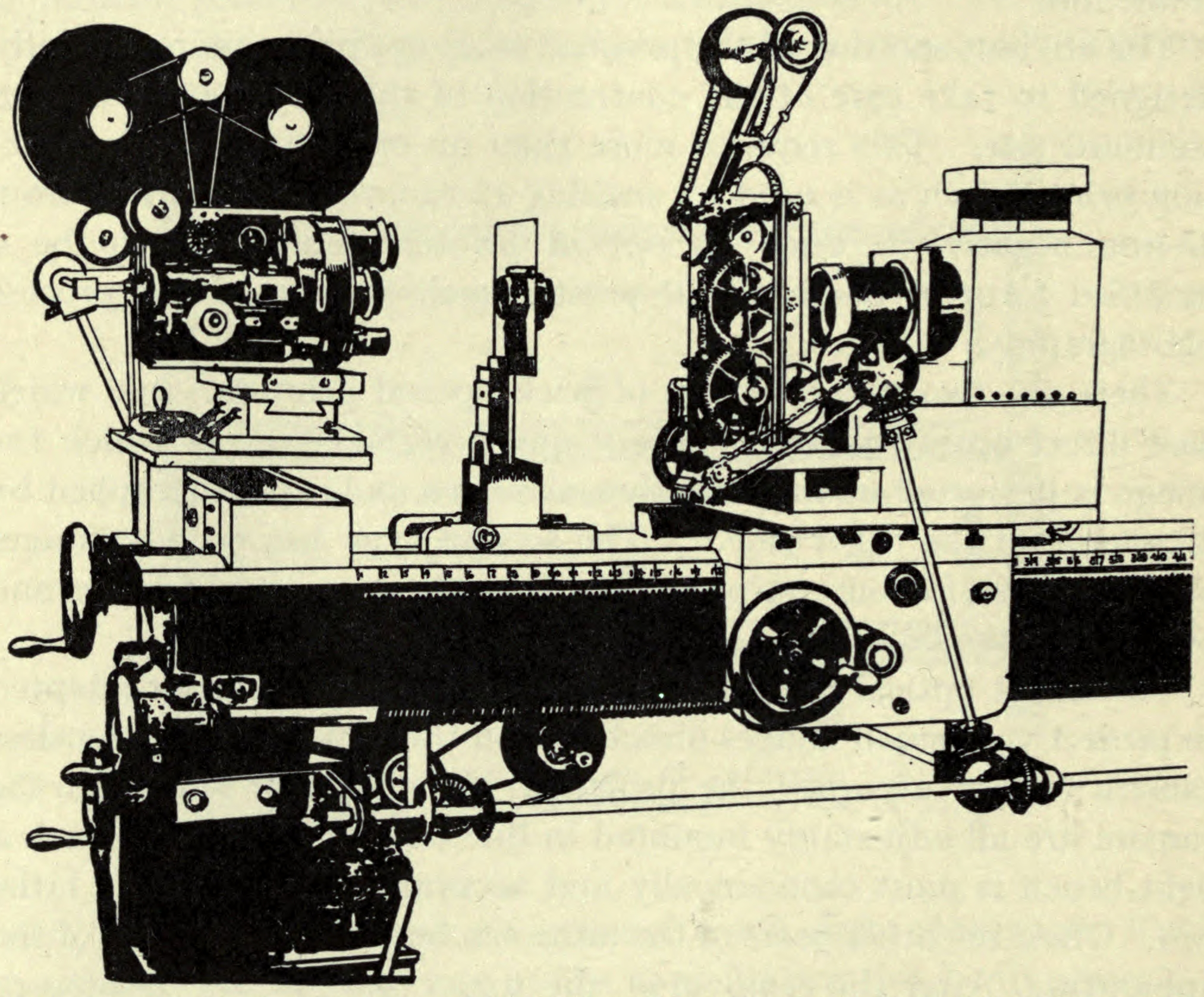
Schéma d'une tireuse optique.

Une tireuse optique ou truca est un appareil constitué d'un projecteur de film et éventuellement d'image fixe reliés mécaniquement à une caméra argentique spéciale. Elle permet aux réalisateurs de filmer plusieurs pellicules pour créer des effets visuels ou restaurer des films anciens.
Parmi les effets optiques courants rendus possibles par le tirage optique, on peut citer le fondu enchaîné, le ralenti, l'accélération et le cache/contre-cache. Avec l'imprimante optique, il est possible de combiner plusieurs dizaines d'éléments pour constituer une scène.